# Eberhard (Ebrach)
Eberhard († nach 1219) war von 1215 bis 1219 Abt des Klosters Ebrach. Zuvor war er von 1208 bis 1215 bereits dem Stift Wilhering im heutigen Oberösterreich als Abt vorgestanden.

## Leben
Eberhard wurde im 12. Jahrhundert geboren. Über den Geburtsort des späteren Abtes ist nichts bekannt, auch über die Eltern und etwaige Geschwister schweigen die Quellen. Eberhard trat wohl bereits früh in das Kloster der Zisterzienser in Ebrach ein und legte hier sein Gelübde ab. Nachdem er zum Priester geweiht worden war, entsandte ihn seine Mutterabtei 1208 in das Tochterkloster Stift Wilhering im heutigen Oberösterreich.
Hier stand er der Mönchsgemeinschaft als Abt vor. Über genaue Taten des Eberhard als Abt von Wilhering ist nichts bekannt. Fest steht, dass er 1215 nach Franken zurückgerufen wurde. Der Vorgänger Abt Meingoth hatte in Ebrach resigniert und der Abtsstuhl war seit Jahren unbesetzt geblieben. Nach seiner Ernennung zum neuen Prälaten erwarb Eberhard die Kurie Sunderhofen vom Würzburger Bischof Otto. Eberhard resignierte im Jahr 1219 und starb bald darauf.